# سولیتا (کاکئتا)
سولیتا (انگلیسی: Solita, Caquetá) نام شهری در کشور کلمبیا است.